# 安-索菲·彼得松
安-索菲·彼得松（瑞典語：Ann-Sofi Pettersson，1932年1月1日—），瑞典女子体操运动员。她曾代表瑞典参加1952年和1956年夏季奥林匹克运动会体操比赛，共获得一枚金牌、一枚银牌和一枚铜牌。